# Tamkang Egyetem
A Tamkang Egyetem (TKU, kínaiul: 淡江大學) Tajvan legrégebbi és legismertebb magánegyeteme.
11 karján több mint 25 000 diák tanul évente, 3 campusra szétosztva (Taipei, Tamsui, Lanyang). Az intézmény mottója "Egyszerűség, őszinteség, határozottság, kitartás".
Több mint 100 partnerintézményük van 28 különböző országban. 1950-ben alapították mint az angol nyelv oktatására specializálódott felsőoktatási intézményt, az első ilyen típusú magánintézményt Tajvanon. 1958-ban adta ki első államilag elismert diplomáját. 1980-ban kapta meg az egyetemi rangot. 2005 óta az egyetem nagy figyelmet szentel a nemzetközi képzésekre.